# Zarewitsch
Zarewitsch [tsɐˈrʲevʲɪtɕ] (russisch Царевич, „Zarensohn“, „Kaisersohn“) war der Adelstitel der Thronfolger und männlichen Nachkommen des russischen Zaren. Er wurde seit der Annahme des Zarentitels durch Iwan den Schrecklichen 1547 bis zur Abdankung Kaiser Nikolaus’ II. 1917 verwendet.
Mit dem Tod des wegen Verschwörung gegen seinen Vater Peter den Großen inhaftierten Zarewitsch und Thronfolgers Alexei Petrowitsch im Jahre 1718 kam dieser Titel zeitweilig außer Gebrauch. Männliche Nachfahren oder Verwandte des Kaisers oder der Kaiserin wurden im 18. Jahrhundert stattdessen mit dem Titel „Großfürst“ (Weliki Knjas) bezeichnet.
Im Jahre 1797 führte Zar Paul I. (regierte 1796–1801) den Titel „Zarewitsch“ als besondere Bezeichnung für den jeweiligen Thronfolger des russischen Kaiserreiches wieder ein. Dabei stellt „Zarewitsch“ nur die alltägliche Kurzform des Titels dar, offiziell wurde der russische Thronfolger von 1797 bis 1917 als „Seine Kaiserliche Hoheit der Zesarewitsch-Thronfolger“ (Jewo Imperatorskoje Wyssotschestwo Zesarewitsch-Naslednik) bezeichnet. Erster Zarewitsch dieser Kategorie war der älteste Sohn Pauls I. und spätere Kaiser Alexander I. (reg. 1801–1825), der letzte Zarewitsch der bluterkranke einzige Sohn des letzten Kaisers Nikolai II. (reg. 1894–1917), Alexej Nikolajewitsch (1904–1918), der mit seinen Eltern und Schwestern im Juli 1918 von Bolschewiki ermordet wurde.
Jüngere männliche Angehörige der Zarendynastie trugen hingegen seit dem 18. Jahrhundert weiterhin den Titel eines „Großfürsten“. Kaiser Alexander III. (reg. 1881–1894) beschränkte angesichts einer unterdessen erheblich vergrößerten Dynastie in einer Reform des Familiengesetzes der Romanows den Großfürstentitel auf leibliche Söhne und Enkel eines Kaisers, während entferntere männliche Angehörige der Dynastie seither nur noch den Titel eines „Fürsten“ („Hoheit“/Wyssotschestwo) führen durften. Die heutigen Romanows bezeichnen sich nur als Fürsten, mit Ausnahme der mit Franz Wilhelm von Preußen verheiratet gewesenen Tochter Maria Wladimirowna (* 1953) des Großfürsten und Thronanwärters Wladimir Kyrillowitsch Romanow-Holstein-Gottorp († 1992) und ihres Sohnes Georgi Michailowitsch Romanow von Preußen (* 1981), die den Titel „Großfürst“ beanspruchen.
Das weibliche Pendant bezeichnet man als Zarewna (russisch Царевна, „Zarentochter“).